# Medyczny serial telewizyjny

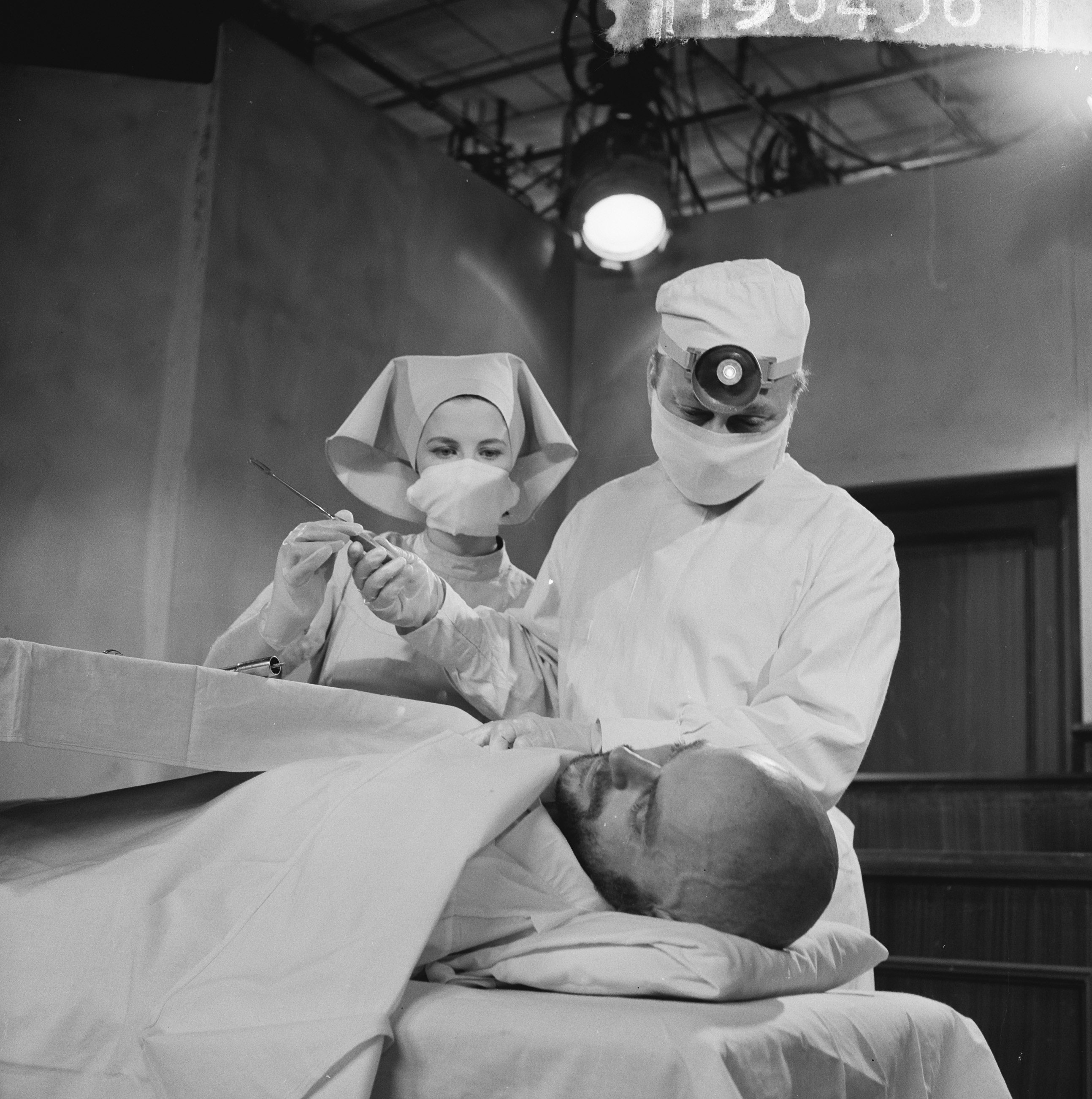
Kadr z serialu Memorandum van een Dokter

Serial medyczny – seryjna dramatyczna produkcja telewizyjna, w której wydarzenia koncentrują się na szpitalu, personelu karetki pogotowia lub innego środowiska medycznego. W Stanach Zjednoczonych większość seriali medycznych trwa około 45 minut i najczęściej akcja rozgrywa się w szpitalu. Seriale wykraczają poza wydarzenia odnoszące się do zawodów postaci i pokazują niektóre aspekty ich życia osobistego, np. wątek romansu między dwojgiem lekarzy. Przykładami seriali medycznych są Ostry dyżur, Szpital Dobrej Nadziei, Dr House, St. Elsewhere, Chirurdzy oraz Bez skazy.

## Historia seriali medycznych
Doktor Kildare, który po raz pierwszy wyemitowano w 1961 r., jest powszechnie uznawany za pierwszy serial medyczny. Produkcja okazała się być sukcesem i wkrótce seriale medyczne stały się powszechnym zjawiskiem. Dr. Finlay’s Casebook produkowany przez BBC od 1962 r. jest wczesnym przykładem innej powszechnej odmiany gatunku, w której praktyka medyczna jest używana jako ogniskowa skupiająca historie z życia (zazwyczaj małej) społeczności. Wieloletni australijski serial A Country Practice (1981), to nieco późniejszy przykład tej odmiany. Od 1970 r. emitowano M*A*S*H, który miał charakter komiczny, jednak nierzadkie były w nim przejmujące, ponure momenty podczas przedstawiania śmierci spowodowanej wojną. Tendencja w której komedia łączy się z aspektami mrocznymi w serialu medycznym, widoczna jest również w takich pozycjach jak Doogie Howser, lekarz medycyny, oraz sitcomie Hoży doktorzy.
Popularnymi w latach 80. XX wieku w Polsce przykładami serialu medycznego była czechosłowacka pozycja Szpital na peryferiach (1977) oraz niemiecka Klinika w Schwarzwaldzie (1985). Aktualnie, najdłużej emitowanym serialem medycznym na świecie są Chirurdzy, licząc 342 odcinki, przeganiając Ostry dyżur (334 odcinki).

## Seriale medyczne w Polsce
- Doktor Ewa (1970), TVP
- Układ krążenia (1978), TVP
- Na dobre i na złe (od 1999), TVP2
- Szpital na perypetiach (2001–2003), Polsat
- Daleko od noszy (2003–2009), Polsat
- Daleko od noszy 2 (2010–2011), Polsat
- Daleko od noszy. Szpital futpolowy (2011), Polsat
- Lekarze (2012–2014), TVN
- Szpital (2013–2020), TVN
- Na sygnale (od 2014), TVP2
- Pielęgniarki (2014–2016), Polsat
- Młodzi lekarze (od 2015), TVP2
- Szpital dziecięcy (2016–2018), Polsat Café
- Na ratunek 112 (od 2016), Polsat
- Lekarze na start (2017), TV Puls
- Daleko od noszy. Reanimacja (2017), Polsat
- Diagnoza (2017–2019), TVN
- W rytmie serca (2017–2020), Polsat
- Szóstka (2019), TVN
- Echo serca (2019–2020), TVP1/TVP2
- Gabinet numer 5 (2019), TV4
- Sortownia (od 2023), Canal+ Premium, Polsat